# 20580 Marilpeters
20580 Marilpeters (1999 RG151) là một tiểu hành tinh vành đai chính được phát hiện ngày 9 tháng 9 năm 1999, bởi Nhóm nghiên cứu tiểu hành tinh gần Trái Đất phòng thí nghiệm Lincoln ở Socorro.